# Dyacopterus
Dyacopterus K.Andersen, 1912 è un genere di pipistrello della famiglia degli Pteropodidi comunemente noti come pipistrelli dei Dayak. 

## Descrizione

### Dimensioni
Al genere Dyacopterus appartengono pipistrelli di medie dimensioni con la lunghezza dell'avambraccio tra 81,5 e 96,4 mm e un peso fino a 148 g.

### Caratteristiche craniche e dentarie
Il cranio presenta dei fori post-orbitali molto piccoli e le ossa pre-mascellari molto larghe e solidamente unite all'osso circostante. I canini sono lunghi ed appuntiti, mentre i denti masticatori sono massicci e quadrati.
Sono caratterizzati dalla seguente formula dentaria:

### Aspetto
Il corpo è ricoperto da una pelliccia corta e rada, generalmente brunastra sulle parti dorsali e più chiara in quelle ventrali. La testa è solitamente più scura, robusta e compatta. Il muso è corto e largo, le narici sono divergenti e leggermente tubulari. Gli occhi sono grandi. Le orecchie sono lunghe ed appuntite. Le ali sono attaccate alla prima falange del secondo dito del piede, le ossa alari sono brunastre. La coda ed il calcar sono corti, mentre l'uropatagio è ridotto ad una sottile membrana lungo la parte interna degli arti inferiori. I maschi sono più grandi delle femmine ed hanno dei ciuffi di peli brillanti intorno a delle ghiandole situate su ogni lato del collo.

## Distribuzione ed habitat
Questo genere è diffuso nell'Ecozona orientale dalla Thailandia fino alle Isole Filippine.

## Tassonomia
Il genere comprende 3 specie.
- Dyacopterus brooksi
- Dyacopterus rickarti
- Dyacopterus spadiceus